# Human Proteome Organization
A Human Proteome Organization (HUPO) é um consórcio internacional de associações nacionais de pesquisa em proteômica, pesquisadores do governo, instituições acadêmicas e parceiros da indústria. A organização educacional sem fins lucrativos foi fundada em junho de 2001 e promove o desenvolvimento e a conscientização da pesquisa em proteômica, defende os pesquisadores da proteômica em todo o mundo e facilita as colaborações científicas entre membros e iniciativas. Em última análise, é organizado para obter uma compreensão melhor e mais completa do proteoma humano.
HUPO lançou o Projeto Proteoma Humano (HPP), criando uma estrutura internacional para colaboração global, compartilhamento de dados, garantia de qualidade e aprimoramento da anotação precisa do proteoma codificado pelo genoma. A organização mapeou o primeiro rascunho da sequência do proteoma humano em 2020.

## Prêmios
O HUPO concede vários prêmios a cada ano, entre eles o
- Prêmio de Serviço Distinto
- Prêmio Proteômica Translacional
- Prêmio de Ciência e Tecnologia
- Prêmio Descoberta em Ciências Proteômicas
- Prêmio de Realização Distinta em Ciências Proteômicas